# Маска, Чед
Чед Ма́ска (англ. Chad Muska, род. 20 мая 1977, Лорейн, Огайо) — американский профессиональный скейтбордист, музыкант и предприниматель. В ноябре 2012 года Скин Филлипс, главный редактор Transworld Skateboarding, назвал Маску «одним из самых раскрученных профессионалов скейтбординга».

## Биография
Маска впервые заинтересовался скейтбордингом в юности после переезда в Феникс, Аризона, где в то время проживал его отец. Маска объяснил в интервью 2012 года:
Я много катался на своём BMX, а потом появились соседские дети, которые катались на скейте, и я наблюдал за ними; я каждый день приходил домой из школы и просто смотрел на них, понимаете? Я проходил мимо и просто смотрел, как они катаются. Они рассказали мне эту историю... Я думаю, я бы сказал: "Эй, дай мне попробовать твою доску", и я бы схватил их доску и просто попытался бы заехать на бордюр и сойти с ума на ней... Что-то случилось, мой велосипед украли, и я взял доску у одного из детей, и с этого момента все пошло как по маслу...
Находясь в Аризоне, Маска впервые встретился и провел время, катаясь на скейтборде с профессиональным скейтбордистом Эриком Эллингтоном до начала их карьеры. В конце концов, Маска переехал в Мишн-Бич в Сан-Диего, Калифорния, США, имея при себе очень мало денег, скетч-бук и портативный кассетный плеер, чтобы продолжить заниматься скейтбордингом и искусством.
В начале 1990-х Маска был бездомным и жил на пляже.
Маска присоединился к Toy Machine, престижной среди профессиональных скейтбордистов. Маска стал ведущим членом команды Toy Machine, способствуя спонсорству Элиссы Стимер, и был членом команды вместе с Эдом Темплтоном, Майком Мальдонадо, Джейми Томасом и Брайаном Андерсоном. По словам скейтборд-журналиста Адама Сало, в 2009 году: «В 95-96 годах Toy Machine была одной из самых уважаемых и подражаемых команд в скейтбординге».
Маска — играбельный персонаж в серии видеоигр Tony Hawk, начиная с Tony Hawk’s Pro Skater и заканчивая Tony Hawk’s Underground 2.

## Видеография
- Maple: Rites of Passage (1994)
- Etnies: High 5 (1995)
- 411VM: Best of 411, Volume 2 (1995)
- 411VM: Issue 11 (1995)
- Transworld: Uno (1996)[5]
- Church of Skatan: Wild in the Streets (1998)
- Shorty’s: Fulfill the Dream (1998)[6]
- Genie of the Lamp (1998)
- 411VM: Vancouver 1999 (1999)
- Transworld: Feedback (1999)
- Digital #3 (2000)
- Transworld: Anthology (2000)
- TSA: Life in the Fast Lane (2001)
- Collage (2001)
- Shorty’s: Guilty (2001)[7]
- Transworld: Videoradio (2002)
- 411VM: Good As Gold 50 (2002)
- ON Video: Summer 2002 (2002)
- Shorty’s: T-Stance Holmes (2003)
- 411VM: Issue 58 (2003)
- The Death Squad: Oklahomies (2003)
- ON Video: Summer 2003 (2003)
- Shortys: How to Go Pro (2005)
- Strange Notes: Covers, Baby! (2007)
- Element: This is My Element (2007)[8]
- Streets: LA (2007)
- Supra: European Tour (2011)[9]